# 3852 Ґленнфорд
3852 Ґленнфорд (3852 Glennford) — астероїд головного поясу, відкритий 24 лютого 1987 року.
Тіссеранів параметр щодо Юпітера — 3,191.